# AMD K6-2
AMD K6-2は、AMDが開発したx86互換のマイクロプロセッサである。

## 概要
K6-2はK6プロセッサをベースにAMD独自のSIMD拡張命令である3DNow!を実装したプロセッサ。最初のSuper Socket 7 (Socket 7のFSBを100 MHzに強化したもの) の製品となった。1次キャッシュはデータ32Kバイトと命令32Kバイトの合計64Kバイト。トランジスタ数は930万個。クロック周波数は 300MHz / 333MHz / 350MHz / 366MHz / 380MHz / 400MHz / 450MHz / 475MHz / 500MHz / 533MHz / 550MHz。前のCPUであるK6からMMX演算性能が強化されており、MMXユニットが、レジスターXパイプライン、レジスタYパイプラインの両方にぶら下がっており、MMX命令が同時2命令発行に改良された。また、MMX乗算、MMXシフトはXY両レジスターパイプラインから共用される。それと同時に、二つのショートデコーダでMMX命令のデコードが行えるように改良された(K6では片側のショートデコーダのみで行えた)。
350MHz以上のクロックの製品で、Windows 95 OSR2.x 起動時に「Windows 保護エラー」とメッセージを出して起動できないことがある。これに対するパッチはマイクロソフト側から提供された。

## 各世代についての詳細
|                    | K6-3D (Chomper)           | K6-3D (Chomper Extended)  | K6-2+（モバイルのみ）     |
| ------------------ | ------------------------- | ------------------------- | ------------------------- |
| 製造プロセス(µm)   | 0.25                      | 0.25                      | 0.18                      |
| トランジスタ数(個) | 930万                     | 930万                     | ?                         |
| L1キャッシュ(KB)   | 32+32(命令+データ)=64     | 32+32(命令+データ)=64     | 32+32(命令+データ)=64     |
| L2キャッシュ(KB)   | N/A                       | N/A                       | 128                       |
| 拡張命令           | MMX, 3DNow!               | MMX, 3DNow!               | MMX, Enhanced 3DNow!      |
| バス               | Socket 7 (Super Socket 7) | Socket 7 (Super Socket 7) | Socket 7 (Super Socket 7) |
| FSB(MHz)           | 66/100                    | 66/95/97/100              | 100                       |
| クロック(MHz)      | 233/266/300/333/350       | 266 ～ 550                | 450/475/500/533/550/570   |
| 電圧(V)            | 2.2                       | 2.2/2.3/2.4               | 2.0                       |
| リリース時期       | 1998年3月28日             | 1998年11月16日            | 2000年4月18日             |

- K6-2+は、K6-IIIから2次キャッシュを半減させた製品で、名称にK6-2とあるがK6-IIIの派生製品である。K6-IIIは2次キャッシュをダイ上に実装したことで性能が向上したが、ダイサイズが大きくなったことから歩留まりが悪化してしまい、余裕の無かったAMDの製造能力をさらに逼迫させてしまうことになった。そこで性能と歩留まりのバランスをとるため、2次キャッシュを半減させることとなった。